# 格里姆根杰县
格里姆根杰县（英語：Karimganj District）是印度的一個縣，位於該國東北部，由阿薩姆邦負責管轄，面積1,809平方公里，2011年人口1,217,002，一半人口信奉伊斯蘭教，人口密度每平方公里673人。

## 外部連結
- Karimganj District official website
- Karimganj News
- KarimganjTown（页面存档备份，存于）
- Karimganj District KARIMGANJ ONLINE （页面存档备份，存于）
- About Karimganj
- Karimganj District （页面存档备份，存于）